# La Nariz del Diablo
La Nariz del Diablo désigne un tronçon du chemin de fer de Quito à Guayaquil qui relie Guayaquil à Quito en Équateur.

## Historique
La ligne qui relie Guayaquil à Quito a été commencée en 1899.
Pour monter plus de 1 000 mètres de dénivelé, les ingénieurs le font monter en zigzag, le train avance, puis arrivé au bout du rail, un aiguillage le fait passer sur une autre voie, et il repart en marche arrière, jusqu'au cul-de-sac suivant, selon une technique également utilisée pour le chemin de fer péruvien (PeruRail (es)) reliant Cuzco au Machu Picchu et pour le Ferrocarril Central Andino.